# 学校法人神村学園
座標: 北緯31度42分17秒 東経130度16分52秒 / 北緯31.70472度 東経130.28111度

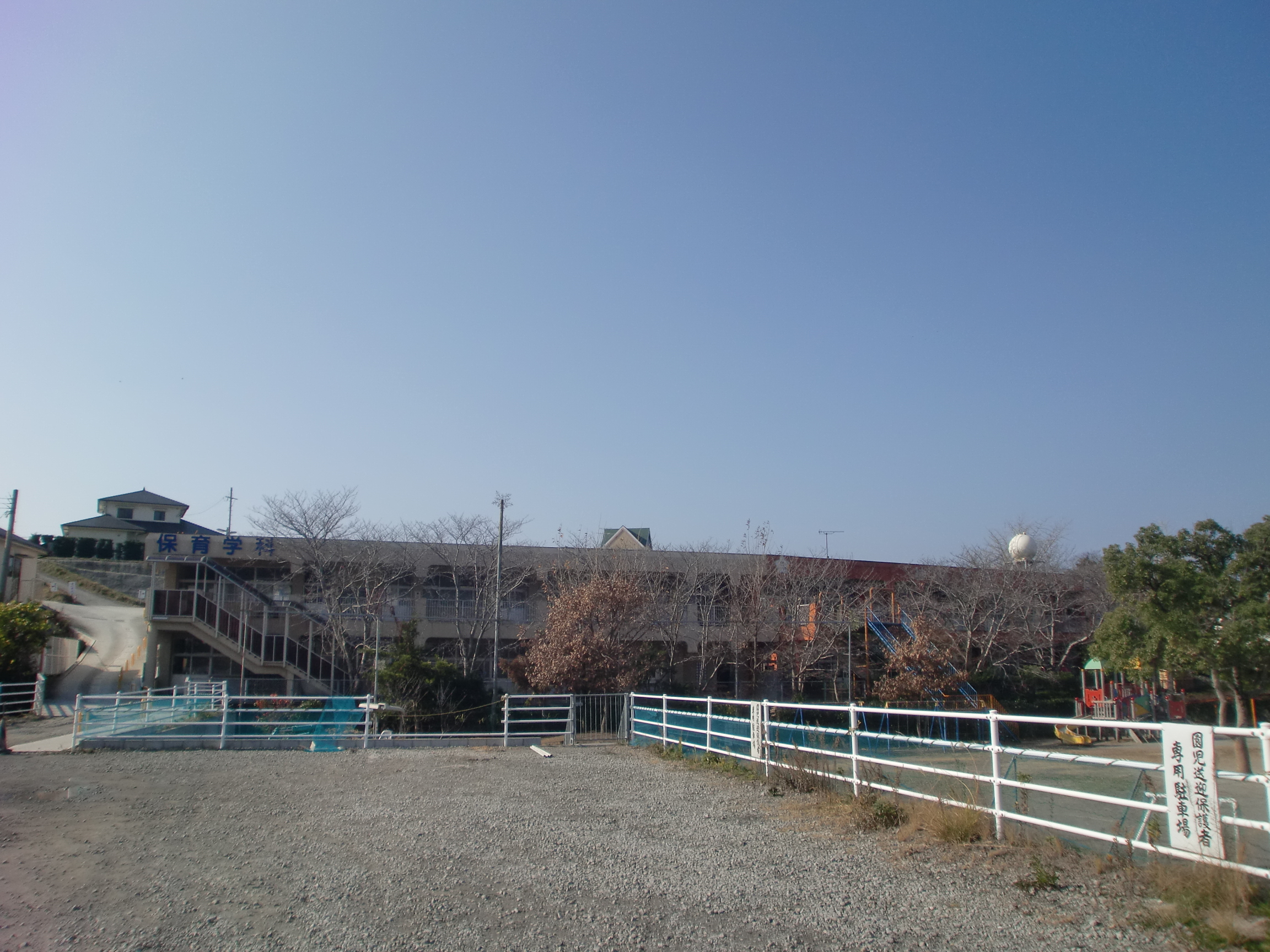
神村学園附属幼稚園の外観

学校法人神村学園（がっこうほうじんかみむらがくえん）は、鹿児島県いちき串木野市別府に本部を置く学校法人。幼稚園、小・中・高等学校、専門学校を運営する学校設置者である。また、廣済堂が運営するeラーニング事業「学習天国」へのコンテンツ提供事業も行っている。

## 建学の精神
実学による価値観の違う豊かな人柄教育を行う。

## 校訓
健康・勤労・誠実・礼儀・責任

## 設置校
- 神村学園専修学校
- 神村学園初等部・中等部・高等部（小学校・中学校・高等学校）
- 神村学園附属幼稚園（幼保連携型認定こども園）
- 神村学園高等部伊賀（通信制高等学校）（前身のウィッツ青山学園高等学校を継承し[1][2]、2017年（平成29年）4月1日に開校[3][1][2]）

## 沿革
- 1956年（昭和31年） - 神村勲により串木野経理専門学校が設置される[広報 2]。
- 1964年（昭和39年） - 「学校法人神村学園」の設置が認可される[広報 2]。
- 1965年（昭和40年） - 串木野商業女子高等学校（2年後に串木野女子高等学校に校名変更）を設置。
- 1970年（昭和45年） - 神村学園附属幼稚園を設置。
- 1990年（平成2年） - 串木野女子高等学校に中学校を併設し神村学園高等部・中等部に校名変更。
- 2000年（平成12年） - 神村学園初等部を設置。
- 2017年（平成29年） - 三重県伊賀市のウィッツ青山学園高等学校を継承する形で神村学園高等部伊賀を設置[3][1][2]。

## 不祥事
- 鹿児島実業や鹿児島城西と並び県内のサッカー強豪高校として知られる神村学園では、男性教員が「サッカーができない体にしてやる」と部員の足を蹴るなどの暴力行為を行っていたことや、ホワイトボードのペン1本を取りに遠征先の福岡から鹿児島県の同学園まで帰らせたことがわかっている。この教員は自宅謹慎となり、のちに依願退職をした[4][広報 3]。
- 神村学園高等部野球部の3年生部員による下級生への暴力行為が常習化していたことが、投書による学園への訴えにより発覚した。ヒアリングにより数ヶ月にわたり暴力行為や恫喝が行われていたことが判明したことから、直ちに日本高校野球連盟に報告し、部長の有期謹慎と該当の3年生部員を登録メンバーより外すという処分が決定した[広報 4]。2014年9月、同部所属で後遺症が残る被害を受けた男性が当時の上級生男性を相手に損害賠償請求。2016年12月、神戸地方裁判所（本多久美子裁判長）は、「先輩の立場を利用し、落ち度のない男性に暴力を振るった」として加害男性に約1170万円の支払いを命じる判決を下した。
- 神村学園高等部が2019年4月に兵庫県淡路市に開設した広域通信制教育サポート施設・淡路島学習センターで、サッカーの練習などに時間を費やし、適切な学習指導がなされず放置されていた疑いが同年12月26日までに浮上。同センターの新入生22人中10人が自主退学している。元生徒の保護者らは同年12月27日に同学園に対し、松江地方裁判所浜田支部に損害賠償などの支払いを求め訴訟を提起し係争中であったが[5][6]、2022年3月24日までに松江地裁で和解が成立した。和解条項では、損害賠償請求はセンターの運営会社との間で解決すべき問題とし、学園側に法的責任はないことを確認。元生徒に見舞金を支払うことを盛り込んだ。

#### 広報資料・プレスリリースなど一次資料
1. ↑  学園紹介 - 学校法人神村学園 2011年3月2日閲覧。
2. 1 2  学園沿革（学園紹介） - 学校法人神村学園 2011年3月2日閲覧。
3. ↑  神村学園公式ホームページ
4. ↑  野球部員の暴力に関する報告とお詫び - 学校法人神村学園 2011年3月2日閲覧。